# Yadghar Barles
Yadghar Barles (o Yadighar Barles) fou un amir mongol de la tribu Barles, descendent de Lala, fill de Karaxar Noyan. Va servir a Tamerlà.
El 1372 Yadghar Barles, Daud Dughlat i Oljeitu Apardi foren els encarregats de portar la princesa Khan Zade de Coràsmia a Samarcanda on fou rebuda per les principals dones de la família timúrida entrant amb tot honor i pompa. La princesa s'havia de casar amb Jahangir ibn Timur
El 1388 manava les tropes de Balkh quan van esclatar les rebel·lions de Muhammad Mireke i dels Boroldai.
El 1389 en la campanya de Mogolistan, Tamerlà va deixar com a governadors de Turkestan (entre Mogolistan i Quiptxaq) a Yadghar Barles, Sulayman Xah, Shams al-Din Abas i Ghiyath al-Din Terkhan. A la tornada de combatre i posar en fuita als mogols o jats, Tamerlà va ordenar a Yadghar Barles, Sulayman Xah, Shams al-Din Abas i Ghiyath al-Din Terkhan, d'anar a Mogolistan a seguir combatent als jats. Així ho van fer. Tay Bugha Shaikh es va quedar a la frontera per fer cultivar les terres que es podien aprofitar. La resta va seguir i van passar per Ur Daban (Turó d'Ur), van travessar el riu Abyle, arribant a Sutgheul i a Txitxeklik. Es van fer saquejos que van enriquir la tropa i després van passar a Balaykan. Van anar trobant grups dispersos d'enemics que eren massacrats o fets presoners; buscaven sobretot a les tribus Bulgagi i Saludgi. Finalment a Molzudu van trobar a Khidr Khoja, el kan de Mogolistan, amb un fort contingent; durant 48 hores es va lliurar combat sense avantatge per cap de les dues parts i finalment es va acordar un tractat de pau entre els dos caps principals de condicions desconegudes, després del qual els timúrides van marxar cap a Yulduz. Timur va decidir marxar ràpid cap a Yulduz i hi va arribar trobant allí a Yadghar Barles, Sulayman Xah, Shams al-Din Abas i Ghiyath al-Din Terkhan que portaven el tractat de pau; en recompensa per haver mantingut el lloc a la batalla van poder baixar el tapis reial del tron.
El 1391, en la primera gran campanya contra Toktamish, va morir el seu fill Her-i Mulk (Herimulk).
A la batalla d'Ankara el 28 de juliol de 1402, l'ala esquerra timúrida anava manada pels prínceps Xah Rukh i Khalil Sultan, amb l'amir Sulayman Xah de lloctinent i els amirs Yadghar Barles, Sultan Husayn Mirali, Ali Sultan Tawaji i Amir Musa.
El 1393 va establir les lleis de Genguis Kan a l'Iraq Arabí i va imposat la obediència als caps de tribu i prínceps, matant molts àrabs sobretot als que atacaven caravanes de pelegrins, i saquejant els seus territoris, El desembre de 1393, juntament amb l'amir Jahan Xah, va arribar a Harbi, a l'Iraq, on Tamerlà havia establert el seu campament
Es la darrera vegada que se l'esmenta.